# Barbro Christenson
Barbro Maria Christenson, ursprungligen Christensson, född 16 september 1950 i Malung, är en svensk skådespelare.
Christenson utexaminerades från Scenskolan i Malmö 1977.

## Filmografi
- 1982 – Major Barbara
- 1988 – Behöriga äga ej tillträde
- 1993 – Roseanna
- 1994 – Good Night Irene
- 1994 – Händerna
- 1994 – Mördare utan ansikte (TV-serie)
- 1994 – Änkeman Jarl
- 1996 – Rederiet (TV-serie)
- 2001 – Skilda världar (TV-serie)

## Teater

### Roller (ej komplett)
Källa: 
| År   | Roll      | Produktion                             | Regi                    | Teater                 |
| ---- | --------- | -------------------------------------- | ----------------------- | ---------------------- |
| 1980 |           | Pygmalion George Bernard Shaw          | Lennart Olsson          | Malmö stadsteater      |
| 1983 | Barbara   | Kristallklar Phil Young                | Gustaf Elander          | Stockholms stadsteater |
| 1984 | Grevinnan | Figaros bröllop Pierre de Beaumarchais | Hans Wigren             | Stockholms stadsteater |
| 1984 | Louise    | Wien dansar och ler Ernst Malm         | Elisabeth G. Söderström | Stockholms stadsteater |
| 1997 | Marianne  | Rika barn leka bäst Carin Mannheimer   | Lena Söderblom          | Stockholms stadsteater |